# استان میتیولن
استان میت یولان (به دانمارکی: Midtjylland)، یکی از استان‌های دانمارک است که در شبه جزیره یولاند قرار دارد.

## جغرافیا
مرکز آن شهر ویبورگ و بزرگ‌ترین شهر آن، اوهوس است. 
این استان، ۱۳٬۱۴۲ کیلومتر مربع مساحت و ۱،۲۷۷،۴۲۸ نفر جمعیت دارد و در هر کیلومتر مربع، ۹۳،۴ نفر زندگی می‌کنند.

## شهرها
- Århus Municipality
- Favrskov Municipality
- Hedensted Municipality
- Herning Municipality
- Holstebro Municipality
- Horsens Municipality
- Ikast-Brande Municipality
- Lemvig Municipality
- Norddjurs Municipality
- Odder Municipality
- Randers Municipality
- Ringkøbing-Skjern Municipality
- Samsø Municipality
- Silkeborg Municipality
- Skanderborg Municipality
- Skive Municipality
- Struer Municipality
- Syddjurs Municipality
- Viborg Municipality